# Факультет кино и телевидения Высшей школы исполнительского искусства (Братислава)
Факультет кино и телевидения Высшей школы исполнительского искусства (словац. Filmová a televízna fakulta Vysokej školy múzických úmení, сокращённо FTF VŠMU) — является одним из 3 факультетов Братиславской Высшей школы исполнительского искусства (Словакия). Это самый молодой факультет школы: он был создан решением Федерального правительства Чехословакии в 1990 году. Факультет кино и телевидения — это высшее учебное заведение, предоставляющее комплексное всестороннее образование в области кино, телевидения и аудиовизуальных искусств. Адрес факультета: 813 01, Словакия, г. Братислава, Сворадова улица, д.2.

## История
В конце восьмидесятых годов 20 века, в связи с увеличением количества кинематографических специальностей на Театральном факультете Братиславской высшей школы исполнительского искусства, возникла необходимость расширения школы. Были разработаны два проекта. Согласно первому проекту, Театральный факультет предлагалось переименовать в Факультет драматического искусства, а на Кафедре кино- и телеискусства образовать несколько отделений в зависимости от направления (должны были возникнуть новые кафедры/мастерские). Согласно второму проекту, предлагалось создать самостоятельный факультет с направлением «Кино и телевидение», открытие которого было намечено на 1990—1995 или 1995—2000 годы. В конце 1989 года тенденция развития полностью определилась, и министр образования Словакии Ладислав Ковач одобрил проект председателя студенческого Совета Павла Похилого, профессора Игоря Цьела и ректора Высшей школы исполнительского искусства Милоша Юрковича о создании факультета кино и телевидения. В педагогический состав факультета вошли преподаватели бывшей Кафедры кинопроизводства. Но количество педагогов факультета было необходимо повысить. Изначально на факультете работал только один профессор — Игорь Цьел. Постепенно увеличивалось и количество соискателей на звание кандидата наук, расширялось количество должностей: на факультет пришли Станислав Парницкий, Юлиус Паштека, Мартин Сливка, Иван Штадтрукер, Станислав Сомолани и Ондрей Шулай. За короткий период времени удалось удовлетворить всем необходимым требованиям работы Высшей школы, и первым деканом факультета стал Мартин Сливка. В 1990 году на факультете действовало шесть кафедр: кафедра режиссуры, кафедра драматургии и сценарного мастерства, кафедра документального творчества, кафедра операторского искусства, кафедра продюсерства и менеджмента и кафедра кинонауки. В 1993 году была создана кафедра анимационного творчества (сейчас все эти кафедры называются мастерскими), а немного позже — мастерская монтажного искусства и мастерская звука. В 2011 году по инициативе Людовита Лабика появилась мастерская визуальных эффектов.

## Научные сотрудники
- декан Факультета кино и телевидения Братиславской высшей школы исполнительского искусства — проф. Ондрей Шулай (с октября 2014 года)[2][3]

- заместитель декана по учебно-образовательным вопросам: магистр искусств Катарина Молакова, доктор искусств.
- заместитель декана по технологическим вопросам и вопросам развития: проф. Йозеф Гардош, доктор искусств.
- заместитель декана по вопросам обучения иностранных студентов магистр искусств Барбара Гарумова-Гессова, доктор искусств.

## Мастерские и кафедры
- Мастерская сценарного творчества (руководитель мастерской: доктор Алёна Бодингерова, доктор искусств.
- Мастерская режиссёрского искусства:
  - руководитель мастерской: доктор Мартин Шулак, доктор искусств.
- Мастерская документального творчества:
  - руководитель мастерской: доктор Ингрид Майерова, доктор искусств.
- Мастерская анимационного творчества:
  - руководитель мастерской: доцент, доктор наук Эва Губчова, доктор искусств.
- Мастерская операторского искусства: 
  - руководитель мастерской: профессор Ян Дюриш, доктор искусств.
- Мастерская монтажа: (руководитель мастерской: доктор Дарина Смржова
- Мастерская звука:
  - руководитель мастерской: профессор, магистр Петер Мойжиш, доктор искусств.
- Мастерская визуальных эффектов
  - руководитель мастерской: доктор Людовит Лабик, доктор искусств.
- Кафедра продюсерства, кинодистрибуции и мультимедийных технологий:
  - заведующий кафедрой: доктор Ян Опарти, доктор искусств.
- Отдел аудиовизуального искусства (заведующий кафедрой: доктор Катарина Мишикова, доктор наук

## «Ачко»
С 1994 года факультет кино организует фестиваль студенческих фильмов «Ачко» («ачко» — название словацкой буквы «а» в разговорной речи). Изначально целью фестиваля было дать возможность студентам других вузов познакомиться с творчеством учащихся факультета кино. Сегодня фестиваль имеет одиннадцать конкурсных категорий, присваивает гран-при, приз зрительских симпатий, а также специальные призы. Помимо студентов факультета кино и телевидения в фестивале могут участвовать студенты других высших и средних учебных заведений с направлением «киноискусство». Также «Ачко» приглашает к участию словацких и зарубежных гостей, организует мастер-классы и дискуссии.

## Киноклуб «35 мм»
Киноклуб «35 мм» действует на факультете кино и телевидения Высшей школы исполнительского искусства как открытое пространство для различного рода мероприятиям в области аудиовизуальной культуры. Организацию работы клуба обеспечивают студенты Высшей школы — как правило, каждый кинопоказ представляет какой-либо теоретик кино, работающий в Высшей школе. На данный момент клуб в сотрудничестве с зарубежными учреждениями культуры организовал уже десятки показов студенческих фильмов, любительских фильмов и аудиовизуальных проектов. Клуб также сотрудничает с кинофестивалями, такими как Фебиофест/Febiofest, Фест Анчa/Fest Anča, Один миp/Jeden svet и другими.

## Устная История
Проект «Oral History/Устная история» возник в 2007 году благодаря студентам кафедры аудиовизуального искусства в сотрудничестве со студентами мастерских по кинопроизводству. Сначала проект являлся дополнительный учебной программой по предмету «История словацкого кинематографа». В 2010 году проект под названием «Устная история — Аудиовизуальные записи памятников словацкого кинематографа» получил двухгодичный грант от Министерства образования Словакии. В 2012 году проект, уже модернизированный по некоторым аспектам, сместился в сторону профессиональной (и любительской) публики, вновь был поддержан Министерством образования и получил название «Онлайн-словарь словацких кинематографистов — дополнение истории словацкого кинематографа с помощью метода устной истории». Проект прежде всего занимается подготовкой аудиовизуальных обработанных интервью с деятелями словацкого кинематографа (их воспоминания как живых свидетелей конкретной эпохи, исторического события, процесса), а также переводом полученной информации в электронную форму.